# الحلو (ريمة)

تعديل مصدري - تعديل

قرية الحلو

هي إحدى قرى عزلة المخلاف الواقعة ضمن مديرية مزهر التابعة لمحافظة ريمة، بلغ تعداد سكانها (798) نسمة حسب تعداد اليمن لعام 2004.

## المحلات التابعة للقرية
- المجرة
- وادي الحلو
- الجرث
- المجنه
- البرحة
- الماجل
- السهول
- الجبل
- المخباء
- السلف
- اربضه

## روابط خارجية
- الدليل الشامــل